# Bamberger Marionettentheater
Das Bamberger Marionettentheater ist ein ehemals privat geführtes Puppentheater in Bamberg, das der Gründer und Prinzipal Klaus Loose der Stadt Bamberg schenkte. Derzeit wird das Bamberger Marionettentheater vom Verein Freunde des Bamberger Marionettentheaters e. V. betrieben und bespielt.

## Geschichte
Das Bamberger Marionettentheater wurde von Klaus Loose 1987 gegründet und mit dem Volksstück "Dr. Faustus" eröffnet. Loose hatte die aus 1821 stammende Bühne zuvor 20 Jahre lang in Oldenburg bespielt.
Im Jahr 1998 vermachte Loose sein Theater der Stadt Bamberg, die seitdem Eigentümerin ist. Betreiber des Bamberger Marionettentheaters ist der Verein "Freunde des Bamberger Marionettentheaters e.V.", der das Theater im Auftrag der Stadt Bamberg auch bespielt. Theaterleiterin ist Maria Sebald.
Das Bamberger Marionettentheater gilt als kleinstes Theater Bayerns.

## Spielstätte
Als Spielstätte dient das Staubsche Haus (Untere Sandstraße 30), 1796 vermutlich von Johann Lorenz Fink errichtet. Dem trägt die Ausstattung des Zuschauerraumes Rechnung.

## Repertoire und Inszenierung
Das Repertoire umfasst vornehmlich Theaterstücke und Opern aus der Zeit der Romantik. Klaus Loose stand dem Regietheater, das seiner Meinung nach durch eine Übertragung in die Moderne bzw. durch Verfremdung die Aktualität klassischer Stücke unterstreichen will, sehr distanziert gegenüber und versuchte, originalgetreu zu inszenieren.
Zum Teil werden noch originale Requisiten aus dem 19. Jahrhundert verwendet.

## Produktionen
- Undine. Romantische Sage in sieben Bildern und einer Schluss-Apotheose (nach Franz Graf von Pocci und dem Puppenspiel eines unbekannten Verfassers, bearbeitet von Gerlinde Herzer).-nicht mehr im Repertoire-
- Genoveva. Die Schöne Pfalzgräfin vom Rhein. Puppentheaterstück in 5 Akten (9 Bildern) (Nach den Puppenspielen von A. Lehmann, Carl Engel und Johanna Apke-Genzel bearbeitet von Rainer Lewandowski).-nicht mehr im Repertoire-
- Doctor Johann Faust. Volksschauspiel in vier Akten neben einem Vorspiel. (Sammlung Carl Engel).
- Don Juan oder der steinerne Gast. Ein tragikomisches Schauspiel in 5 Akten (7 Bildern). (Bearbeitung des in Handschriften nachgewiesenen Textes von Carl Engel).
- Die Zauberflöte. Eine große Oper in zwei Akten von Emanuel Schikaneder, Musik Wolfgang Amadeus Mozart.
- Prinz Rosenrot und Prinzessin Lilienweiss. Romantisches Zauberspiel in drei Aufzügen. (Franz Graf von Pocci).
- Die Prinzessin und der Schweinehirt. Zaubermärchen nach Hans Christian Andersen in drei Aufzügen (Theodor Overbeck).
- Der Kurier des Zaren. Puppentheaterstück in 5 Akten (8 Bildern) nach einem Roman von Jules Verne. -nicht mehr im Repertoire-
- Blaubart. Ein Puppenspiel von Georg Trakl. -nicht mehr im Repertoire-
- Der Sandmann. Tragödie von Rainer Lewandowski nach E. T. A. Hoffmann.
- Macbeth. Tragödie von William Shakespeare. -nicht mehr im Repertoire-
- Der Freischütz. Romantische Oper in einem Vorspiel und 3 Akten von Friedrich Kind, Musik von Carl Maria von Weber.
- Das Käthchen von Heilbronn. Großes Ritterschauspiel in einem Vorspiel und fünf Akten von Heinrich von Kleist, Bearbeitung von Ignaz von Holbein (um 1810).
- Der fliegende Holländer. Romantische Oper in drei Akten von Richard Wagner.
- Hänsel und Gretel. Romantische Oper in drei Akten von Engelbert Humperdinck, Text von Adelheid Wette.
- Hänsel und Gretel. Märchenspiel in Anlehnung an die Oper von Humperdinck von Anna John.
- Ein Sommernachtstraum. Komödie von William Shakespeare.
- Dornröschen. Märchenspiel in Anlehnung an die Brüder Grimm von Marec Béla Steffens.